# Electrophaes interrupta
Electrophaes interrupta là một loài bướm đêm trong họ Geometridae.